# Tamboril, Santiago
Tamboril är en kommun i Dominikanska republiken.   Den ligger i provinsen Santiago, i den centrala delen av landet, 130 km nordväst om huvudstaden Santo Domingo. Antalet invånare i kommunen är cirka 52 000.